# Episodi di A Discovery of Witches - Il manoscritto delle streghe (prima stagione)
La prima stagione della serie televisiva A Discovery of Witches - Il manoscritto delle streghe (A Discovery of Witches), composta da otto episodi, è stata trasmessa nel Regno Unito sul canale Sky One dal 14 settembre al 2 novembre 2018.
In Italia, la stagione è andata in onda in prima visione sul canale satellitare Sky Atlantic dal 29 gennaio al 19 febbraio 2020.
| nº | Titolo originale | Prima TV UK       | Prima TV Italia  |
| -- | ---------------- | ----------------- | ---------------- |
| 1  | Episode 1        | 14 settembre 2018 | 29 gennaio 2020  |
| 2  | Episode 2        | 21 settembre 2018 | 29 gennaio 2020  |
| 3  | Episode 3        | 28 settembre 2018 | 5 febbraio 2020  |
| 4  | Episode 4        | 5 ottobre 2018    | 5 febbraio 2020  |
| 5  | Episode 5        | 12 ottobre 2018   | 12 febbraio 2020 |
| 6  | Episode 6        | 19 ottobre 2018   | 12 febbraio 2020 |
| 7  | Episode 7        | 26 ottobre 2018   | 19 febbraio 2020 |
| 8  | Episode 8        | 2 novembre 2018   | 19 febbraio 2020 |